# Порт Коквитлам
Порт Коквитлам (енгл. Port Coquitlam) је град у Канади, у саставу Метро Ванкувера у покрајини Британска Колумбија. Према резултатима пописа 2011. у граду је живело 56.342 становника.

## Становништво
Према резултатима пописа становништва из 2011. у граду је живело 56.342 становника, што је за 6,9 % више у односу на попис из 2006. када је регистровано 52.687 житеља.
| 2006.  | 2011.  |
| ------ | ------ |
| 52.687 | 56.342 |